# Ladmovce
Ladmovce est un village de Slovaquie situé dans la région de Košice.

## Histoire
Première mention écrite du village en 1298.
La localité fut annexée par la Hongrie après le premier arbitrage de Vienne le 2 novembre 1938. En 1938, on comptait 879 habitants dont 112 d'origines juives. Elle faisait partie du district de Sátoraljaújhely (hongrois : Sátoraljaújhelyi járás). Le nom de la localité avant la Seconde Guerre mondiale était Ladmovce/Ladamóc. Durant la période 1938 -1945, le nom hongrois Ladamóc était d'usage. À la libération, la commune a été réintégrée dans la Tchécoslovaquie reconstituée.

## Démographie

### Évolution de la population
| Année:               | 1994. | 2004.   | 2014.   | 2024.   |
| -------------------- | ----- | ------- | ------- | ------- |
| Nombre de personnes: | 389   | 356     | 325     | 305     |
| Différence:          |       | -8,48 % | -8,70 % | -6,15 % |

| Année:               | 2023. | 2024.   |
| -------------------- | ----- | ------- |
| Nombre de personnes: | 306   | 305     |
| Différence:          |       | -0,32 % |

## Transport
La rivière Bodrog est navigable de manière saisonnière jusqu'à Ladmovce.